# Florentin Moussavou
Pour les articles homonymes, voir Moussavou.
Florentin Moussavou est un homme politique gabonais né le 7 septembre 1955 à Port-Gentil. Il est ministre de l'Éducation nationale et de l'Enseignement technique de 2015 à 2017 sous la présidence d'Ali Bongo. Après le coup d'État d'août 2023, il est nommé par Brice Oligui Nguema troisième vice-président de l'Assemblée nationale de transition.
Ancien membre de l'Alliance démocratique et républicaine (ADERE), dont il est le président de 2014 à 2018, il crée en mars 2018 un nouveau parti intitulé Conscience et action citoyenne (CAC), appartenant à la majorité présidentielle.

## Biographie

### Jeunesse et études
Florentin Moussavou naît le 7 septembre 1955 à Port-Gentil (Gabon). Il étudie à l'université Omar-Bongo et décroche un DEUG et une licence en lettres. Il entre par la suite à l'université Toulouse Le Mirail (1979) où il obtient une maîtrise.

### Débuts en politique
En 1987, Florentin Moussavou est nommé conseiller à la Présidence de la République et le reste durant 2 ans, puis directeur de cabinet du vice-président de la République (1997-2002), qui était à l'époque Didjob Divungi Di Ndinge.
De 2002 à 2005, il occupe les postes de ministre délégué à la Santé publique et de ministre délégué aux Travaux publics. Ensuite, de 2006 à 2009, il devient haut commissaire au Tourisme, puis au Pétrole, avant d'occuper la fonction de conseiller spécial du Président de la République chargé des infrastructures numériques (2014-2015).
Le 6 décembre 2014, il est élu président de l'Alliance démocratique et républicaine (ADERE), parti appartenant à la majorité présidentielle, lors d'une élection où il est candidat unique, et alors que l'ancien secrétaire exécutif du parti, Didjob Divungi Di Ndinge, déclare le même jour qu'il devient opposant. 

### Ministre de l'Éducation nationale (2015-2017)
Lors du remaniement du 11 septembre 2015, Florentin Moussavou est nommé ministre de l'Éducation nationale et de l'Enseignement technique par le Premier ministre Daniel Ona Ondo.
Le 27 avril 2016, il devient président de la « Conférence des ministres de l’Éducation des États et gouvernements de la Francophonie » (Confemen), succédant à Kandia Camara.

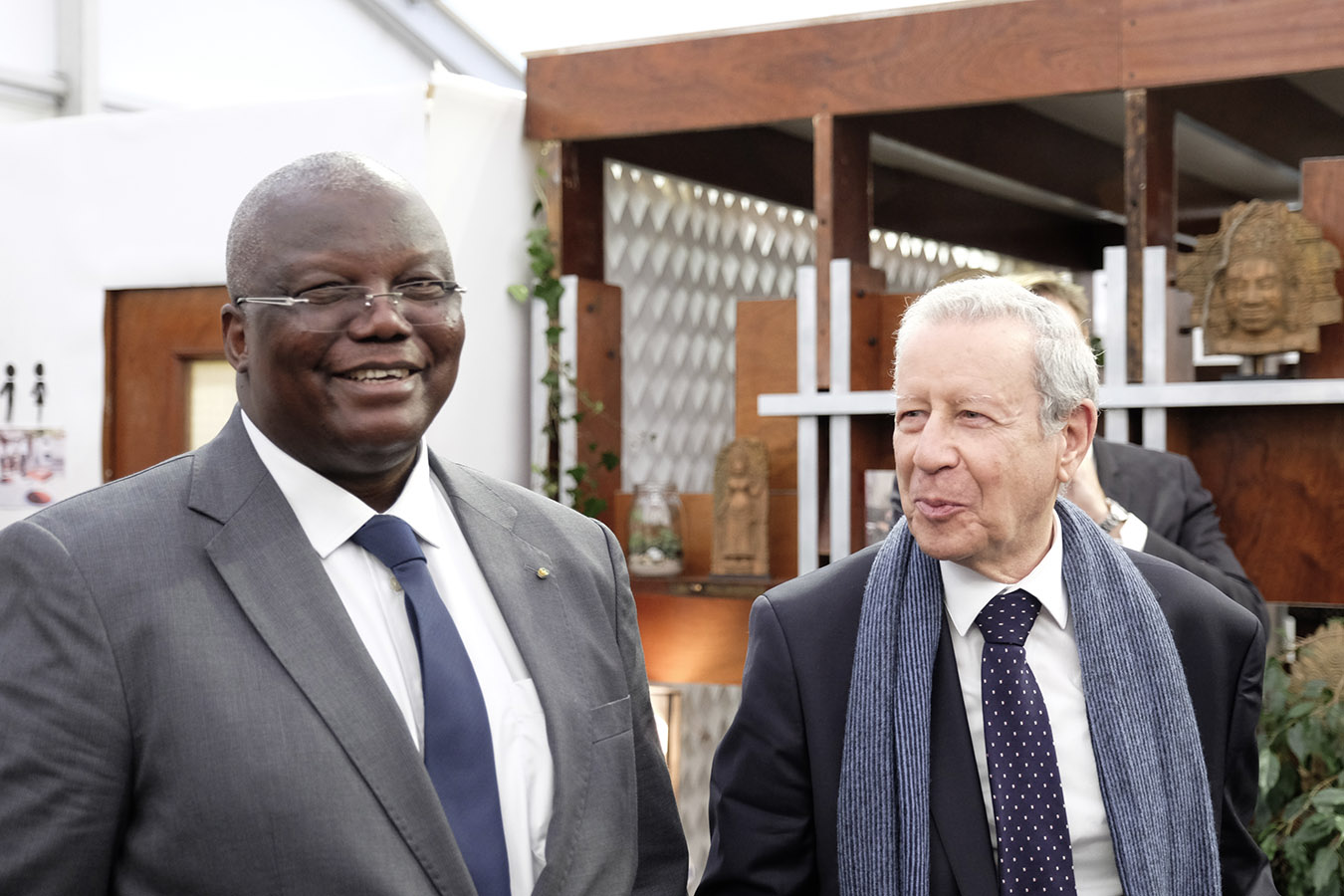
Florentin Moussavou (à gauche) lors de la COP21 à Paris (2015), aux côtés de Rachid Belmokhtar, ministre marocain de l'Éducation.

En 2016-2017, Florentin Moussavou doit faire face à « une année scolaire plombée de grèves récurrentes ». À la rentrée 2016, les enseignants gabonais entrent en grève, réclamant le « paiement des primes et l'amélioration des conditions de travail ». Au fil des mois, la grève se durcit et fait craindre une « année blanche », beaucoup d'élèves ne pouvant plus aller à l'école. En février 2017, Florentin Moussavou menace de radier les enseignants absents de leur poste depuis 3 mois, et de suspendre le salaire des grévistes. En réaction, les syndicats enseignants appellent au limogeage du ministre,. En avril 2017, le gouvernement accepte finalement de payer les primes des enseignants, et la grève prend fin. Malgré un retard de 4 mois dans le programme, Florentin Moussavou refuse de réaménager le calendrier scolaire. En août 2017, le ministre estime que le bilan de l'année scolaire est « satisfaisant », et se félicite des bons résultats du baccalauréat, bien que certains dénoncent le manque de crédibilité du diplôme dans ces conditions.
Lors du remaniement du 21 août 2017, il n'est pas reconduit dans le gouvernement d'Emmanuel Issoze Ngondet, et est remplacé par Nadine Patricia Anguile, qui lui succède également à la tête de la Confemen.
Le 7 mars 2018, sur fond de crise au sein de l'ADERE, Florentin Moussavou acte la création de son propre parti politique. Intitulé Conscience et action citoyenne (CAC), ce dernier est membre de la majorité présidentielle. Florentin Moussavou annonce en outre la participation de son nouveau parti aux élections législatives d'octobre 2018.

### Assemblée nationale de transition (2023)
Après le coup d'État d'août 2023, Florentin Moussavou est nommé par le nouveau président Brice Oligui Nguema troisième vice-président de l'Assemblée nationale de transition le 11 septembre,.